# Atyria
Atyria is een geslacht van vlinders van de familie spanners (Geometridae), uit de onderfamilie Sterrhinae.

## Soorten
- A. albifrons Prout, 1916
- A. alcidamea Druce, 1890
- A. allogaster Prout, 1918
- A. basina Boisduval, 1870
- A. centralis Dognin, 1911
- A. circumdata Maassen, 1890
- A. commoda Prout, 1938
- A. compensata Dognin, 1906
- A. chibcha Schaus, 1892
- A. dichroa Perty, 1833
- A. dichroides Prout, 1916
- A. dubia Schaus, 1892
- A. durnfordi Druce, 1899
- A. fumosa Köhler, 1924
- A. gracillima Warren, 1907
- A. isis Hübner, 1822
- A. lemonia Druce, 1890
- A. limbata Butler, 1873
- A. matutina Walker, 1864
- A. mnemosyne Prout, 1916
- A. nanipennis Warren, 1900
- A. portis Prout, 1938
- A. quadriradiata Weymer, 1901
- A. quicha Schaus, 1892
- A. sciaulax Prout, 1938
- A. stenochora Prout, 1918
- A. subdichroa Dognin, 1900
- A. triradiata Prout, 1938
- A. vespertina Walker, 1864
- A. volumnia Druce, 1899